# Perlesta chaoi
Perlesta chaoi är en bäcksländeart som beskrevs av Wu, C.F. 1948. Perlesta chaoi ingår i släktet Perlesta och familjen jättebäcksländor. Inga underarter finns listade i Catalogue of Life.